# Santa Maria la Carità
Santa Maria la Carità é uma comuna italiana da região da Campania, província de Nápoles, com cerca de 10.860 habitantes. Estende-se por uma área de 3 km², tendo uma densidade populacional de 3620 hab/km². Faz fronteira com Castellammare di Stabia, Gragnano, Pompeia, Sant'Antonio Abate, Scafati (SA).

## Demografia
| Variação demográfica do município entre 1861 e 2011                               |
|                                                                                   |
| Fonte: Istituto Nazionale di Statistica (ISTAT) - Elaboração gráfica da Wikipedia |